# Leptotyphlops occidentalis
Leptotyphlops occidentalis este o specie de șerpi din genul Leptotyphlops, familia Leptotyphlopidae, descrisă de Vivian William Maynard Fitzsimons în anul 1962. Conform Catalogue of Life specia Leptotyphlops occidentalis nu are subspecii cunoscute.